# Народження зірки (фільм, 1937)
«Народження зірки» (англ. A Star Is Born, дос. «Зірка народилася») — американський фільм 1937 року. Просюсером став Девід Сельцник, а режисером — Вільям Веллман. У головних ролях знімались Джанет Гейнор і Фредрік Марч. Фільм здобув дві премії «Оскар» — за найкраще літературне першоджерело та за видатні заслуги в кінематографі (Вільям Говард Грін).
Було випущено кілька римейків цього фільму: 1954 (у головних ролях актори Джеймс Мейсон та Джуді Гарленд), 1976 (Кріс Крістоферсон та Барбра Стрейзанд) і 2018 року (Бредлі Купер та Леді Гага).

## Зміст
Норманн — колишня зірка Голлівуду. Він розуміє, що його кар'єра завершується, і дуже переживає з цього приводу. Усе змінює зустріч із молодою працівницею кафе Вікі. Норманн закохується в неї і використовує всі свої зв'язки й залишки колишнього впливу, щоб дати їй шанс так само засяяти на небосхилі кінематографу. Герою це вдається, а в нагороду він здобуває подяку й самовіддану любов своєї юної протеже.

## У ролях
- Адольф Менжу — Олівер Нілс
- Джанет Гейнор — Естер Блоджетт / Віккі Лестер
- Пеггі Вуд — Міс Філіппс
- Фредрік Марч — Норман Мейн
- Мей Робсон — бабуся Летті
- Клара Бландик — тітка Метті (у титрах не вказана)
- Лайонел Стендер — Метт Ліббі
- Оуен Мур